# Samsung Galaxy M40
O Samsung Galaxy A60 e o Samsung Galaxy M40 são smartphones Android desenvolvidos e fabricados pela Samsung Electronics. Fazem parte das séries Galaxy A e Galaxy M, que são voltadas para o mercado intermediário. A empresa divulgou o A60 em 17 de abril de 2019, enquanto o M40 foi divulgado em 11 de junho do mesmo ano.

## Especificações

### Software
Saíram de fábrica com sistema operacional móvel Android 9 sob a interface One UI da Samsung.